# Численко, Игорь Леонидович
И́горь Леони́дович Числе́нко (4 января 1939, Москва — 22 сентября 1994, Москва) — советский футболист, игрок в хоккей с мячом, нападающий. Заслуженный мастер спорта СССР (1990).

## Биография
Воспитанник московской юношеской команды «Торпедо» и московской ФШМ. Первый тренер Анатолий Михайлович Акимов.
Выступал в командах «Динамо» (Москва) (1957—1970), «Динамо» (Целиноград) (1971, играющий тренер).
Чемпион СССР 1959 и 1963 годов. Обладатель Кубка СССР 1967 года.
Финалист Кубка Европы 1964 года. Участник чемпионатов мира 1962, 1966 (4-е место) годов.
Участник поездок команды в Югославию в 1959, в страны Африки в 1960, в Японию в 1962, в Венгрию и Италию в 1963, во Францию и Бельгию в 1967. Осенью 1959 в составе московского «Спартака» участвовал в поездке по Бразилии, Уругваю, Колумбии и Венесуэле.

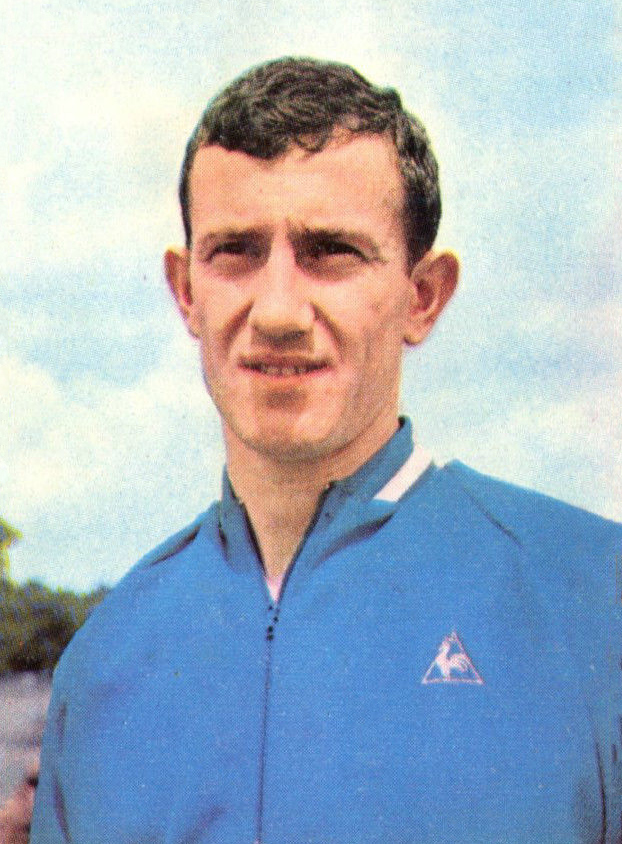
Численко в 1966 году

В 1959—1968 годах играл в первой сборной СССР, в которой провёл 53 матча, забил 20 голов и один неофициальный матч, в котором забил один мяч. Самый результативный представитель московского «Динамо» в сборной СССР. Входит в десятку лучших бомбардиров сборной СССР за всю её историю. Финалист Кубка Европы 1964 года (2 матча). Полуфиналист чемпионата мира 1966 года (4 матча, 2 гола). Участник финального турнира чемпионата мира 1962 года (3 матча, 2 гола). 6 декабря 1967 года забил два гола в Лондоне на стадионе «Уэмбли» чемпиону мира 1966 года — сборной Англии. В том же году стал лучшим бомбардиром европейских национальных сборных, забив за первую сборную СССР 10 мячей. В 1966 году стал 18-м в опросе еженедельника «France Football» при определении лауреатов «Золотого мяча», а уже в 1967 году занял 9-е место.
Отлично играл в хоккей с мячом нападающим (в 1957—1962 годах), в этом виде спорта рано дебютировал в команде мастеров «Динамо» — зимой 1957. Был вторым призёром чемпионата СССР в 1959 и третьим — в 1960. В победном для «Динамо» чемпионате 1960/1961 сыграл 6 матчей. В чемпионатах СССР по хоккею с мячом провёл 79 матчей, забил 40 мячей.
В 1971 году был играющим тренером команды «Динамо» (Целиноград). Затем работал инструктором физкультуры в одном из динамовских райсоветов, на строительстве промышленных предприятий Москвы, в тресте зелёных насаждений. В конце 1970-х отметился игрой в составе команды КФК «Искра» (Москва).
Похоронен на Ваганьковском кладбище (уч. 13).

### Личная жизнь
В феврале 1961 года женился на манекенщице Московского дома моделей Ольге Чернышевой.
Вторая жена — Лилия, танцовщица ансамбля Игоря Моисеева. Сын в возрасте семи лет погиб под колёсами грузовика.
С третьей женой Татьяной познакомился в 1976 году, женился на ней в 1987 году.
Отмечалось пристрастие Численко к алкоголю. После окончания карьеры страдал от ряда заболеваний. В декабре 1989 года перенёс инсульт.

## Достижения

### Командные
Динамо (Москва)
- Чемпион СССР (2): 1959, 1963
- Серебряный призёр чемпионата СССР (2): 1962, 1967
- Бронзовый призёр чемпионата СССР: 1960
- Обладатель Кубка СССР: 1966/1967

Сборная СССР
- Серебряный призёр Кубка Европы: 1964
- 4-е место чемпионата мира: 1966

### Личные

Мемориальная доска И. Л. Численко на Новой Башиловке, 4, ск. Ф. Рукавишников, арх. А.Тихонов, открыта 22.4.2015

- В списках 33 лучших лучших футболистов сезона в СССР (8): № 1 (1963, 1964, 1966, 1967), № 2 (1960, 1961, 1962, 1965)
- Обладатель «Бронзовой бутсы» чемпионата мира: 1962
- Лучший ассистент чемпионата Европы: 1964[7]
- Заслуженный мастер спорта СССР (1990)
- Член Клуба Игоря Нетто

## Память

Могила на Ваганьковском кладбище

- 22 апреля 2015 года на фасаде дома 4 по улице Новая Башиловка в Москве, где Численко проживал с 1963 по 1994 год, была установлена мемориальная доска[8][9]
- 18 января 2018 года именем Численко названа улица в районе станции метро «Динамо» в Москве, недалеко от дома в котором он жил[10].

## Киновоплощения
- В российском художественном фильме «Лев Яшин. Вратарь моей мечты» (2019) роль Игоря Численко сыграл Владимир Гуськов.